# 성신여자고등학교
성신여자고등학교(誠信女子高等學校)는 대한민국 서울특별시 성북구 돈암동에 있는 사립 고등학교이다.

## 학교 연혁
- 1936년 4월 28일 : 이숙종 선생 성신여학교 창립, 초대 교장 취임
- 1939년 3월 29일 : 성신가정여학교 설립인가
- 1942년 5월 14일 : 교사 신축공사 착공
- 1944년 6월 30일 : 신교사 일부 준공, 성북구 돈암동 173-1로 이전
- 1945년 3월 10일 : 재단법인 강제학원 설립, 성신여자상업학교(9학급)로 승격
- 1945년 11월 17일 : 성신고등여학교로 전환(1945.12.30.인가)
- 1946년 10월 11일 : 성신여자중학교(고등중학교 2년, 고등여학교 4년)로 개편(1946.10.11.인가)
- 1948년 6월 17일 : 재단법인 성신학원으로 재단 명칭 변경
- 1951년 8월 31일 : 성신여자중학교, 성신여자고등학교로 병설인가(현 학제)
- 1951년 10월 5일 : 6.25사변으로 부산시 충무로에 피난전시학교 개설
- 1958년 11월 25일 : 성신여자고등학교 교사(4층) 신축 준공
- 1964년 1월 18일 : 사립학교법 공포로 재단법인을 학교법인으로 조직변경 인가
- 1981년 2월 25일 : 성북구 동선동2가 362번지로 교사 이전
- 1982년 12월 1일 : 성신여자고등학교 교사(지하 2층, 지상 7층) 신축 착공
- 1984년 8월 16일 : 성북구 돈암동 산11의 269번지 신축교사로 이전
- 2002년 11월 12일 : 정보센터 준공
- 2014년 5월 1일 : 급식동 성락관 준공
- 2019년 3월 1일 : 제13대 교장 박현성 선생 취임
- 2022년 1월 27일 : 제84회 졸업식(10학급 236명 졸업, 총 졸업생수 31,787명)
- 2022년 3월 2일 : 제87회 입학(9학급 216명 입학)

## 참고 자료
- 성신여자고등학교 - 한국교육학술정보원 학교알리미